# Nebelgrauer Trichterling
Der Nebelgraue Trichterling, die Nebel- oder Graukappe (Clitocybe nebularis, syn. Lepista nebularis) ist eine sehr häufige Pilzart aus der Familie der Ritterlingsverwandten. Weitere deutsche Namen sind Graukopf, Herbstblattl oder Nebelgrauer Röteltrichterling. Der häufige Blätterpilz wächst im Herbst in der Streu von Laub- und Nadelwäldern und fruktifiziert gerne in Hexenringen.

## Merkmale

### Makroskopische Merkmale
Der in der Mitte dickfleischige Hut misst 5–20 cm im Durchmesser. Junge Fruchtkörper haben einen gewölbten, ältere Exemplare einen flachen und schließlich trichterförmig vertieften Hut. Der Rand ist häufig zum Stiel hin eingerollt oder wellig verbogen. Während die Hutfarbe bei trockener Witterung hell aschgrau bis weiß ausfällt, nimmt der Hut bei Feuchtigkeit eine dunklere, grau-braune Färbung an; der Rand ist dabei stets etwas heller. Die Oberfläche ist besonders jung etwas weißlich bereift. Die Huthaut ist glatt und bis zur Mitte abziehbar.
Die Hutunterseite ist mit etwa 60–90 weißen oder gelblichen, dicht stehenden Lamellen besetzt. Sie sind 3–7 mm breit und am Stiel breit angewachsen oder wenig herablaufend. Durch seitliches Verschieben sind sie leicht vom Hutfleisch trennbar.
Der weißliche Stiel besitzt oft faserige Rillen. Er ist 5–15 cm lang und 1,5–5 cm breit, vollfleischig, jedoch nur locker-markig. Im Alter höhlt sich der Stiel meist aus. Er ist etwas bis deutlich keulig oder zylindrisch. An der Basis befindet sich weißer Mycelfilz.
Junge Exemplare haben ein weißes, festes Fleisch, das im Alter weich und schwammig wird. Sein starker süßlicher, bisweilen unangenehmer Geruch erinnert mitunter an Schimmelkäse, auch der Geschmack des rohen Fleischs ist in der Regel eher unangenehm.

### Mikroskopische Merkmale
Die elliptischen, farblosen und glattwandigen Sporen messen 5,5–8 µm × 3,5–5 µm. Die Jod-Farbreaktion ist negativ.

## Artabgrenzung
Verwechslungen sind mit dem giftigen Riesen-Rötling möglich. Dieser besitzt erst gelbe, später rosafarbene, entfernt stehende Lamellen sowie einen unangenehmen Geruch und bevorzugt Kalkböden in Laubwäldern. Ähnlichkeit haben auch andere Trichterlinge wie der giftige Bleiweiße Firnis-Trichterling (Clitocybe phyllophila). Von diesen unterscheidet sich der Nebelgraue Trichterling vor allem durch den deutlichen, bisweilen als unangenehm empfundenen, süßlich-mehlartigen Geruch. Verwechslungen sind auch mit Rötelritterlingen (Lepista) möglich, zu denen auch der Nebelgraue Trichterling gelegentlich gestellt wird. Ähnliche Farben besitzt der Marmorierte Rötelritterling (Lepista panaeolus). Diese Art besitzt jedoch meist konzentrisch angeordnete Wasserflecken auf dem Hut und einen schwachen mehlartigen Geruch. Gewisse Ähnlichkeit können auch einige Arten der Krempentrichterlinge (Leucopaxillus s. l.) aufweisen. Diese haben jedoch meist hellere Farben und werden in der Regel größer.

## Ökologie und Phänologie

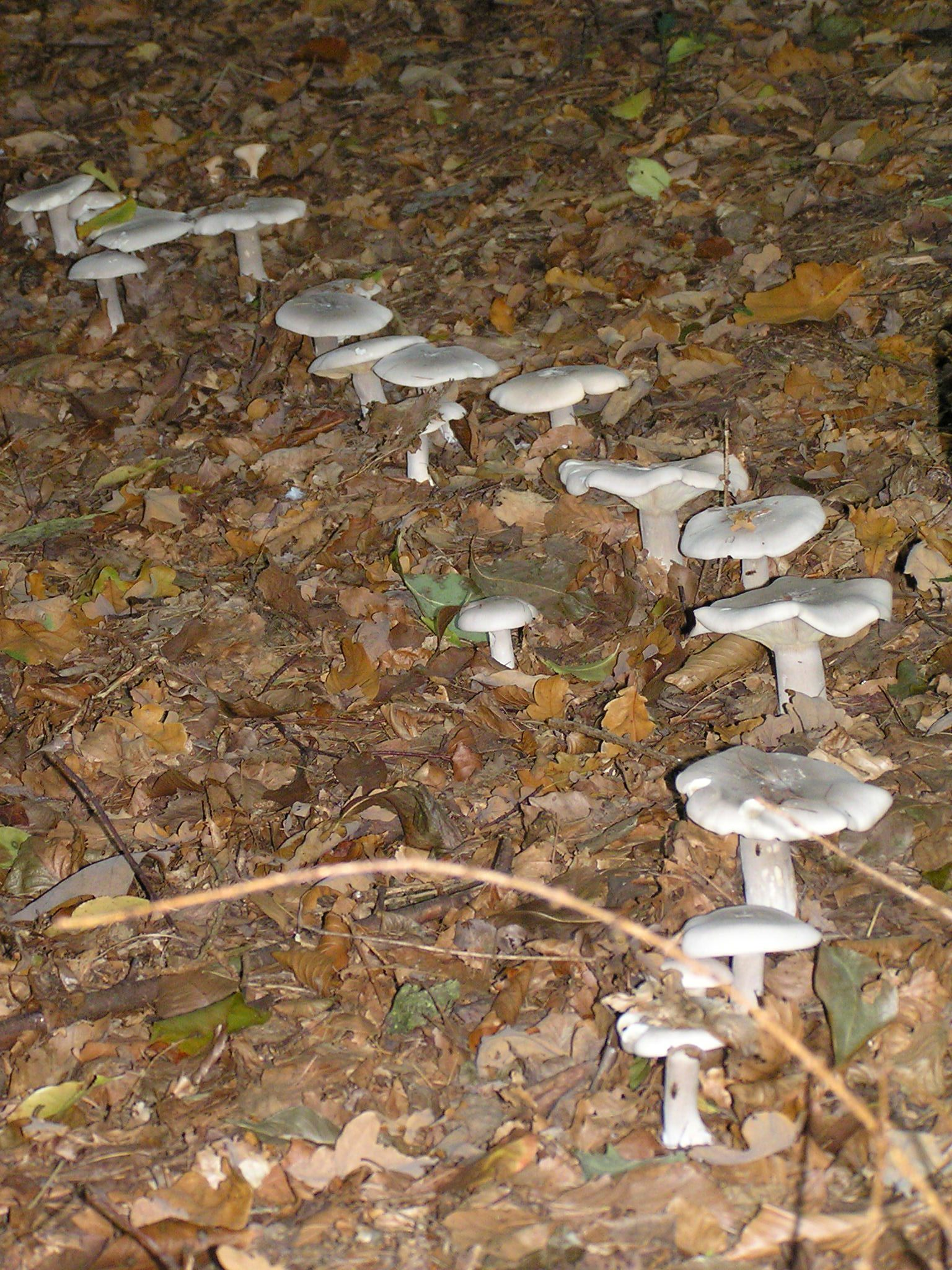
Der Nebelgraue Trichterling bildet häufig Hexenringe oder -bögen

Der Nebelgraue Trichterling ist an nahezu allen Standorten zu finden. Besonders bevorzugt werden jedoch mullreiche Buchenwälder. Zu den Waldgesellschaften, in denen der Pilz häufiger vorkommt, zählen Waldmeister-Buchen-, Haargersten-Buchen-, Hainsimsen-Buchen-, Tannen-Buchen- und Eichen-Hainbuchenwälder sowie Fichtenforste. Unter den naturnahen Vorkommen stellen die besiedelten Biotope jedoch fast ausschließlich Laubwaldgesellschaften dar. Dabei werden junge bis mittelalte Bestände bevorzugt. Außerhalb von Wäldern ist die Art ebenfalls nur selten zu finden.
Die Art ist sehr tolerant gegenüber dem pH-Wert des Bodens (bodenvag). Dabei wächst sie jedoch auf frischen bis mäßig feuchten, nicht zu nährstoffarmen Böden. So werden Lehmböden gern besiedelt, sandige und kiesige sowie moorige und sumpfige Stellen werden gemieden.
Die Fruchtkörper erscheinen verhältnismäßig spät im Jahr von September bis November oder Dezember. Dabei stehen sie oft in Gruppen und bilden nicht selten Hexenringe oder -bögen. Die Standorte sind mehr oder weniger bewuchsfreie Böden oder in der Laub- und Nadelstreu. Die Art tritt gerne gemeinsam mit habituell ähnlichen Rötelritterlingen auf: Violetter Rötelritterling (Lepista nuda) und Fuchsiger Rötelritterling (Lepista flaccida), oft überschneiden sich deren Hexenringe.
Mitunter werden die Fruchtkörper des Nebelgrauen Trichterlings von dem Parasitischen Scheidling (Volvariella surrecta) besiedelt. Ein Befall äußert sich durch deformierte Fruchtkörper mit weißem Myzelbelag, die besonders im Spätherbst zu finden sind.

## Verbreitung
Der Nebelgraue Trichterling ist in der Holarktis meridional bis boreal verbreitet. So ist er in Nordamerika (USA), Nordafrika und ganz Europa anzutreffen und meist häufig. In Europa reicht das Gebiet ostwärts bis Belarus und im Norden in Finnland bis an den Polarkreis. In Deutschland ist der Pilz überall dicht verbreitet und kommt nur im Nordwesten etwas lückiger vor.

## Systematik
Albinotische Formen werden als Lepista nebularis var. alba bezeichnet. Sie besitzen einen weißen Hut und einen weißen Stiel. Außerdem gibt es Lepista singeri, die sich durch eine aufgebogene Lamellenhaltung und einen etwas cremefarbenen Hut unterscheidet. Die Art ist aus Norwegen beschrieben, wurde aber bereits einige Male auch in Mitteleuropa und Deutschland nachgewiesen.

## Bedeutung
Über die Verwertbarkeit des Nebelgrauen Trichterlings sind sehr viele unterschiedliche Meinungen im Umlauf. Zwar wird er von vielen Personen vertragen, hat aber auch schon häufiger zu schweren Vergiftungen (Gastrointestinales Syndrom) geführt.
Aus dem Pilz wurde auch bereits 1954 das hitzestabile Nebularin extrahiert. Nebularin ist ein „genuines zytotoxisches Adenosin-Analogon und der Adenosin-Antagonist schlechthin“. Vom Verzehr dieses Pilzes wird deshalb oft abgeraten. Manche aktuelle Pilzbücher empfehlen die Nebelkappe allerdings als probierenswerten Speisepilz. Die Deutsche Gesellschaft für Mykologie führt die Nebelkappe in einer „Liste der Pilze mit uneinheitlich beurteiltem Speisewert“ für Pilzarten, bei denen Unverträglichkeiten auftreten oder die nur unter Einschränkung als Speisepilze gelten können.